# Équipe d'Arabie saoudite de football à la Coupe des confédérations 1999
L'équipe d'Arabie saoudite de football participe à sa 4e Coupe des confédérations lors de l'édition 1999 qui se tient au Mexique, du 24 juillet au 4 août 1999. Elle se rend à la compétition en tant que vainqueur de la Coupe d'Asie des nations 1996.

## Résultats

### Phase de groupe
|   | Équipe          | Pts | J | G | N | P | BP | BC | Diff |
| - | --------------- | --- | - | - | - | - | -- | -- | ---- |
| 1 | Mexique         | 7   | 3 | 2 | 1 | 0 | 8  | 3  | +5   |
| 2 | Arabie saoudite | 4   | 3 | 1 | 1 | 1 | 6  | 6  | 0    |
| 3 | Bolivie         | 2   | 3 | 0 | 2 | 1 | 2  | 3  | -1   |
| 4 | Égypte          | 2   | 3 | 0 | 2 | 1 | 5  | 9  | -4   |

| 25 juillet 1999 | Arabie saoudite | 1 | 5 | Mexique |
| 27 juillet 1999 | Arabie saoudite | 0 | 0 | Bolivie |
| 29 juillet 1999 | Arabie saoudite | 5 | 1 | Égypte  |

| 25 juillet 1999                   | Mexique                                 | 5 - 1 | Arabie saoudite      | Stade Azteca, Mexico                        |                                             |
| 14:30 · Historique des rencontres | Blanco 12e, 19e, 68e, 77e · Abundis 21e |       | Al-Temyat 62e (pen.) | Spectateurs : 85 000 Arbitrage : Óscar Ruiz | Spectateurs : 85 000 Arbitrage : Óscar Ruiz |
| 14:30 · Historique des rencontres | (Rapport)                               |       |                      | Spectateurs : 85 000 Arbitrage : Óscar Ruiz | Spectateurs : 85 000 Arbitrage : Óscar Ruiz |

| 27 juillet 1999                   | Arabie saoudite | 0 - 0 | Bolivie | Stade Azteca, Mexico                        |                                             |
| 18:00 · Historique des rencontres |                 |       |         | Spectateurs : 65 000 Arbitrage : Brian Hall | Spectateurs : 65 000 Arbitrage : Brian Hall |
| 18:00 · Historique des rencontres | (Rapport)       |       |         | Spectateurs : 65 000 Arbitrage : Brian Hall | Spectateurs : 65 000 Arbitrage : Brian Hall |

| 29 juillet 1999                   | Arabie saoudite                               | 5 - 1 | Égypte             | Stade Azteca, Mexico                           |                                                |
| 18:00 · Historique des rencontres | Al-Otaibi 8e, 34e, 78e, 85e · Al-Shahrani 64e |       | Kamouna 70e (pen.) | Spectateurs : 15 000 Arbitrage : Ubaldo Aquino | Spectateurs : 15 000 Arbitrage : Ubaldo Aquino |
| 18:00 · Historique des rencontres | (Rapport)                                     |       |                    | Spectateurs : 15 000 Arbitrage : Ubaldo Aquino | Spectateurs : 15 000 Arbitrage : Ubaldo Aquino |

### Demi-finale
| 1er août 1999                     | Brésil | 8 - 2   | Arabie saoudite | Stade Jalisco, Guadalajara                  |                                             |
| 15:00 · Historique des rencontres | João Carlos 8e · Ronaldinho 11e 65e 90e · Zé Roberto 33e · Alex 36e 86e · Rôni 62e                                                                                  |         | Al-Otaibi 22e 31e | Spectateurs : 48 000 Arbitrage : Óscar Ruiz | Spectateurs : 48 000 Arbitrage : Óscar Ruiz |
| 15:00 · Historique des rencontres | (Rapport) |         | | Spectateurs : 48 000 Arbitrage : Óscar Ruiz | Spectateurs : 48 000 Arbitrage : Óscar Ruiz |
| 15:00 · Historique des rencontres | Dida - Evanilson ( 16e Flavio Conceição), Odvan, João Carlos, Serginho - Emerson ( 72e Beto), Ze Roberto, Vampeta 37e - Ronaldinho, Alex, Christian ( 45e Rôni 68e) | Équipes | Al-Deayea - Al-Khilaiwi, Zubromawi ( 64e Nour 69e), Al-Dawod, Al-Harbi - Al-Shahrani 39e( 43e Al-Jahani), Al-Otaibi 55e, Sulimani, Al-Subaie 81e - Al-Temyat, Harthi | Spectateurs : 48 000 Arbitrage : Óscar Ruiz | Spectateurs : 48 000 Arbitrage : Óscar Ruiz |

### Match pour la troisième place
| 3 août 1999                       | États-Unis | 2 - 0   | Arabie saoudite | Stade Jalisco, Guadalajara                     |                                                |
| 21:00 · Historique des rencontres | Bravo 27e · McBride 78e |         | | Spectateurs : 38 000 Arbitrage : Ubaldo Aquino | Spectateurs : 38 000 Arbitrage : Ubaldo Aquino |
| 21:00 · Historique des rencontres | (Rapport) |         | | Spectateurs : 38 000 Arbitrage : Ubaldo Aquino | Spectateurs : 38 000 Arbitrage : Ubaldo Aquino |
| 21:00 · Historique des rencontres | Friedel - Hejduk 42e, Berhalter ( 74e Fraser), C.J. Brown 25e, Lewis - Bravo 8e ( 55e Jones), Kirovski ( 67e Williams), Balboa, McKeon 55e, 63e - Olsen, McBride | Équipes | Al-Deayea - Al-Jahani ( 58e Al-Subaie), Al-Khilaiwi, Zubromawi, Al-Harbi ( 68e Gahwji) - Bin-Shehan 24e, Al-Waked, Al-Otaibi, Sulimani - Al-Temyat 25e, Harthi | Spectateurs : 38 000 Arbitrage : Ubaldo Aquino | Spectateurs : 38 000 Arbitrage : Ubaldo Aquino |

## Effectif
Sélectionneur :  Milan Macala
| No. | Pos.      | Joueur               | Date de naissance et âge | Sélec. | Club               |
| --- | --------- | -------------------- | ------------------------ | ------ | ------------------ |
| 1   | Gardien   | Mohamed Al-Deayea    | 2 août 1972              |        | Al Ta'ee Ha'il     |
| 2   | Défenseur | Mohammed Al-Jahani   | 28 septembre 1974        |        | Al Ahly Djeddah    |
| 3   | Défenseur | Mohammed Al-Khilaiwi | 24 mai 1971              |        | Al Ittihad Djeddah |
| 4   | Défenseur | Abdullah Zubromawi   | 15 novembre 1973         |        | Al Ahly Djeddah    |
| 5   | Défenseur | Saleh Al-Dawod       | 24 septembre 1968        |        | Al Shabab Riyad    |
| 6   | Milieu    | Ibrahim Al-Harbi     | 10 juillet 1975          |        | Al Nasr Riyad      |
| 7   | Milieu    | Ibrahim Al-Shahrani  | 21 juillet 1974          |        | Al Ahly Djeddah    |
| 8   | Milieu    | Mohammed Noor        | 26 février 1978          |        | Al Ittihad Djeddah |
| 9   | Milieu    | Marzouk al-Otaibi    | 7 novembre 1975          |        | Al Shabab Riyad    |
| 10  | Milieu    | Khaled Gahwji        | 7 juillet 1975           |        | Al Ahly Djeddah    |
| 11  | Défenseur | Ibrahim Al-Shokia    | 30 juin 1975             |        | Al Nasr Riyad      |
| 12  | Gardien   | Hussein Al-Sadiq     | 15 octobre 1973          |        | Al Ittihad Djeddah |
| 13  | Défenseur | Hussein Sulimani     | 21 janvier 1977          |        | Al Ahly Djeddah    |
| 14  | Attaquant | Abdullah Bin Shehan  | 10 août 1976             |        | Al Shabab Riyad    |
| 15  | Milieu    | Fahad Al-Subaie      | 15 novembre 1979         |        | Al Shabab Riyad    |
| 16  | Gardien   | Tisir Al-Antaif      | 16 février 1974          |        | Al Ittifaq Dammam  |
| 17  | Défenseur | Abdullah Al-Waked    | 29 septembre 1975        |        | Al Shabab Riyad    |
| 18  | Attaquant | Nawaf Al-Temyat      | 28 juin 1976             |        | Al Hilal Riyad     |
| 19  | Attaquant | Hamzah Idris         | 8 octobre 1972           |        | Al Ittihad Djeddah |
| 20  | Défenseur | Mohsin Harthi        | 17 juillet 1976          |        | Al Nasr Riyad      |

## Navigation